# Mollyhawk Island
Mollyhawk Island ist eine kleine, grasbewachsene Insel in der Bay of Isles an der Nordküste Südgeorgiens. Sie liegt zwischen dem Seaward Rock und Crescent Island im nördlichen Teil der Bucht.
Der US-amerikanische Ornithologe Robert Cushman Murphy kartierte sie bei seiner Reise mit der Brigg Daisy (1912–1913). Wissenschaftler der britischen Discovery Investigations nahmen von 1929 bis 1930 eine geodätische Vermessung der Insel vor. Murphy benannte sie nach der englischen Bezeichnung für Jungtiere der Dominikanermöwe, zu deren Brutgebieten die Insel gehört.